# 아메후라시
AMEFURASSHI(아메후라시)는 스타더스트 프로모션에 소속된 여자 탤런트 4명으로 구성된 일본의 여성 아이돌 그룹이다. 모모이로 클로버 Z 등의 그룹과 함께 STAR PLANET(통칭 스타프라)를 구성한다.

## 개요
3B junior에부터 2018년 11월 3일,「Cell Division ~세포분열~」에서 록카 자포니카, 하치미츠 로켓을 포함한 26명의 라이브가 개최돼, 3B Junior의 활동을 계속하고 있는 5명은 アメフラっシ(아메후라시)라는 새로운 아이돌 그룹으로 활동할 것이 고시되었다.
2021년 11월 19일, 그룹명을 AMEFURASSHI 로 개명했다.

## 구성원
- 아이라(愛来, 2002년 12월 8일(22세), 도쿄 도 출신) - 서브리더
- 이치카와 유즈키(市川 優月, 2003년 11월 2일(21세), 도쿄 도 출신)
- 코지마 하나(小島 はな, 2004년 2월 26일(21세), 도쿄 도 출신) - 최연소
- 스즈키 모에카(鈴木 萌花, 2002년 2월 5일(23세), 도쿄 도 출신) - 최연장자, 리더

### 전 멤버
- 오오히라 히카루(大平 ひかる, 2002년 7월 23일(22세)), 도쿄 도 출신) - 전 서브리더
  - 2019년 12월 14일 탈퇴.

## 음반

### 싱글
1. AMEFURASSHI LIMITED EDITION Vol.1 (2018년 12월 29일)
  - ミクロコスモス・マクロコスモス
  - 轟音
2. AMEFURASSHI LIMITED EDITION Vol.2 (2019년 1월 14일)
  - グロウアップ・マイ・ハート
  - Dark Face
3. AMEFURASSHI LIMITED EDITION Vol.3 (2019년 3월 21일)
  - Rain Makers!!
  - 明後日の方向へ走れ
4. AMEFURASSHI LIMITED EDITION Vol.4 (2019년 5월 18일)
  - Over the rainbow
  - 差し出された手をあの時握ってたら運命変わってたかな?
  - アダムスキーじいさん〜ハムとみかん〜
5. AMEFURASSHI LIMITED EDITION Vol.5 (2019년 7월 14일)
  - ハイ・カラー・ラッシュ
  - フロムレター
6. AMEFURASSHI LIMITED EDITION Vol.6 (2019년 8월 2일)
  - STATEMENT
  - 月並みファンタジー
7. AMEFURASSHI LIMITED EDITION Vol.7 (2020년 5월 17일)
  - 雑踏の中で
  - バカップルになりたい!
8. BAD GIRL (2021년 2월 28일)
  - BAD GIRL
  - MICHI
  - Staring at You
  - MICHI-Cheese Mix-
9. SENSITIVE (2021년 11월 3일)
  - SENSITIVE
  - Lucky Number

### 착신 싱글
1. メタモルフォーズ (2020년 7월 1일)
2. Pray the Rain Remix by pepensow (2020년 7월 1일)
3. BAD GIRL (2021년 1월 16일)
4. グラデーション (2022년 8월 19일)
5. Love is love (2022년 10월 6일)
6. Fly Out (2023년 1월 1일)
7. Batabata Morning (2023년 3월 10일)
8. Blow Your Mind (2023년 5월 13일)
9. ALIVE (2023년 7월 10일)
10. SPIN (2023년 10월 30일)
11. Colors (2023년 12월 24일)
12. Sneaker's Delight (AMEFURASSHI Version) (2024년 1월 26일)
13. 差し出された手をあの時握ってたら運命変わってたかな? (AMEFURASSHI Version) (2024년 3월 1일)
14. Secret (2024년 3월 16일)
15. BAD GIRL (Acoustic Version) (2024년 5월 3일)
16. イニミニマニモ (2024년 6월 4일)

### 앨범
1. Metamorphose (2020년 9월 8일)
  - メタモルフォーズ
  - Rain Makers!! (Album version)
  - ハイ・カラー・ラッシュ
  - 轟音 (Album version)
  - グロウアップ・マイ・ハート (Album version)
  - 月並みファンタジー (Album version)
  - Dark Face (Album version)
  - ミクロコスモス・マクロコスモス (Album version)
  - Interlude-街角の楽団-
  - 雑踏の中で
  - Over the rainbow (Album version)
  - STATEMENT (Album version)
  - 明後日の方向へ走れ (Album version)
2. DROP (2022년 5월 24일)
  - ARTIFICIAL GIRL
  - DROP DROP
  - BAD GIRL
  - Lucky Number
  - Blue
  - Drama
  - SENSITIVE
  - MICHI
  - DISCO-TRAIN
  - UNDER THE RAIN
  - MOI
3. Flora (2024년 9월 10일)
  - 4Petals
  - Flora
  - Ready Now
  - イニミニマニモ
  - HICCUP
  - Squall
  - ALIVE
  - Desire
  - Flower of love
  - CLEVER
  - Secret
  - COOL HOT SWEET LOVE
  - SPIN

### 미니 앨범
1. Coffee (2023년 5월 16일)
  - Fly Out
  - Batabata Morning
  - Blow Your Mind
  - One More Time
  - Magic of love
  - Love is love
  - Tongue Twister
  - グラデーション

### EP
1. Four Hearts (2025년 5월 27일)
  - 4 Hearts
  - Don't stop the music
  - WILD
  - Sweetie, Lovely, Yummy
  - Love love love

## 같이 보기
- 모모이로 클로버 Z
- 시리츠에비스추가쿠
- TEAM SHACHI
- 밧텐쇼죠타이
- 초 도키메키 센덴부
- 이키나리 토호쿠산
- ukka
- LumiUnion
- 스타프라 연구생